# Omphalotropis plicosa
Omphalotropis plicosa là một loài ốc nhỏ sống ở đầm ngập mặn có nắp, là động vật thân mềm chân bụng sống trên cạn, trong họ Assimineidae. Đây là loài đặc hữu của Mauritius.
Người ta đã cho rằng nó đã bị tuyệt chủng và liệt kê vào Danh sách đỏ IUCN các loài bị đe dọa năm 2006.
Nhưng một số cá thể sống đã được tìm thấy năm 2002.